# 王磊 (击剑运动员)
王磊（1981年3月20日—），上海人，中國擊劍運動員。

## 生涯
王磊11歲開始其擊劍生涯，先在上海静安区少体校學習击剑，兩年後入讀上海市体育运动技术学院。1998年入選國家隊。
王磊在入選國家隊後的兩年後，擊劍世界杯的其中一站——法国站中奪得了男子重剑个人季軍，成為了王磊的首個重要獎項。2001年王磊在世界青年锦标赛中奪得了男子重剑个人亚军，同一年，代表上海贏得了九运会男子重剑个人銅牌、男团賽事金牌。
一年後在釜山亚运会黯然奪銀。2004年，王磊在西班牙站獲得了个人名次第七，更在該屆奧運中雖以「外卡」參賽，但卻在四強賽中以15:10淘汰了上屆悉尼奧運金牌得主俄羅斯的科洛博科夫，並難以預計的晉身男子個人重劍賽事決賽，最後在決賽中以8：15不敌瑞士选手马塞尔·费希尔，只能奪得一面銀牌。
2006年9月，王磊在意大利都靈舉行的世界錦標賽中以6:5擊敗葡萄牙對手，奪得中國歷年來第一面男子個人重劍小項的世界錦標賽金牌。同年12月的多哈亞運，他先在男子個人重劍小項以7分之距戰勝國家隊隊友解永俊，奪得個人的首面亞運金牌。3日後的團體小項中，他與隊友解永俊和肖劍以33:35不敵南韓隊，取得一面銀牌。翌年8月，他在男子團體重劍小項決賽戰勝哈薩克，奪得冠軍。
2008年，王磊夥拍尹練池、董國濤、黎國介在北京奧運會取得男子重劍團體的第四名。